# Lekkoatletyka na Letnich Igrzyskach Paraolimpijskich 2004 – rzut oszczepem kl. F13 mężczyzn
W rzucie oszczepem kl. F13 (zawodnicy niedowidzący) mężczyzn podczas Letnich Igrzysk Paraolimpijskich 2004 rywalizowało ze sobą 6 zawodników.

## Wyniki

### Finał
| Poz. | Zawodnik            | Narodowość      | Rezultat | Uwagi |
| ---- | ------------------- | --------------- | -------- | ----- |
| 1    | Chiang Chih-chung   | Chińskie Tajpej | 59.38    | WR    |
| 2    | Zhou Boquan         | Chiny           | 56.54    |       |
| 3    | France Gagne        | Kanada          | 50.01    |       |
| 4    | Siarhei Siamianiaka | Białoruś        | 44.67    |       |
| 5    | Yuriy Kvitkov       | Kazachstan      | 41.22    |       |
| 6    | Mohammed Fannouna   | Palestyna       | 39.92    |       |